# Jean Gravelle
Israel Jean Orval (Jean) Gravelle  (Alymer, 7 december 1927 - Trenton (Ontario), 18 januari 1997) was een Canadees ijshockeyer. 
Gravelle mocht deelnemen aan de Olympische Winterspelen 1948, hij was het jongste lid van de Canadese ijshockeyploeg. Gravelle speelde  mee in alle acht de wedstrijden en trof driemaal doel. Met de Canadese ploeg won Gravelle de gouden medaille.